# 恒星大気

1999年8月11日の日食の際にフランスで撮影された太陽の大気

恒星大気(Stellar atmosphere)は、恒星の外層領域であり、核、放射層、対流層の外側にある。異なった特徴を持ついくつかの領域に分けることができる。
- 光球は、大気の最も内側で温度が低い層であり、通常唯一見える部分である[1]。恒星の表面から逃げる光はこの領域で発生したものである。なお、現在の太陽の光球の温度は、5,770℃から5,780℃の範囲にある[2][3]。また磁場が乱れた部分には、温度の低い恒星黒点が存在する[3]。
- 光球の上には、彩層が重なっている。この部分は、最初は温度が下がり、その後光球の約10倍まで温度が上昇する。
- 彩層の上には、遷移層があり、ここでは、たった100km程の間に温度は急速に上昇する。
- 恒星大気の最も外側はコロナであり、100万Kを超える温度の一時的なプラズマである[4]。主系列星の全ての恒星は遷移層とコロナを持つが、進化後の恒星は全てが持つわけではなく、巨星の一部はコロナを持つが、超巨星はほとんど持たない。コロナがどのようにしてあのような高い温度にまで加熱されるのかということは、天体物理学についての未解決問題となっている。その答えは、恒星磁場にあるのだと考えられているが、正確なメカニズムは未だ分かっていない[5]。

皆既日食の期間は、太陽の光球は掩蔽され、大気の別の層が見えるようになる。日食の観測では、太陽の彩層は、短時間の間、薄いピンク色の弧のように見え、コロナは房状の暈として見える。食連星における同じ現象により、巨星の彩層が観測できる。